# Pseudactinia infecunda
Pseudactinia infecunda is een zeeanemonensoort uit de familie Actiniidae. De anemoon komt uit het geslacht Pseudactinia. Pseudactinia infecunda werd in 1893 voor het eerst wetenschappelijk beschreven door McMurrich.